# برج سكاي سيتي
برج سكاي سيتي ( الصينية : 天空城市) ويعني مدينة السماء هي ناطحة سحاب من المقرر العمل على إنشاءها في مدينة تشانغشا ، هونان في جنوب وسط الصين في نوفمبر 2013 والانتهاء منها في مارس 2014 وتكون المدة 3 أشهر لعملية البناء وسيكون البرج أطول مبنى في العالم.